# Bombe en béton

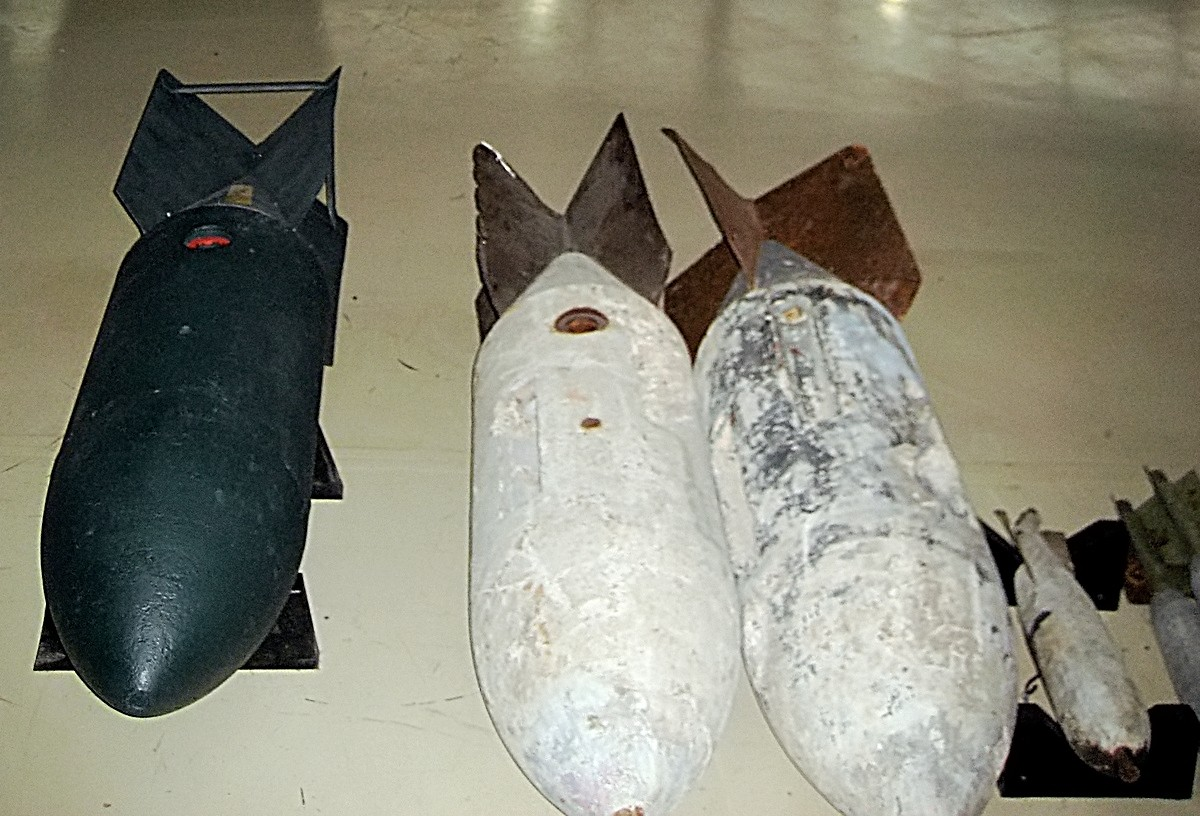
Bombes allemandes datant de la Seconde Guerre mondiale. À gauche, une bombe explosive SC 250, et à droite, des bombes d’exercice en béton (250 kg et 50 kg)

Une bombe en béton est une bombe aérienne constituée d'une masse de matière inerte et dense, généralement du béton. Dépourvue d'explosif, l'effet destructeur résulte uniquement de l'énergie cinétique qui lui a été donnée, qu'elle répercute sur la cible. Ces armes ne peuvent en pratique être déployées que lorsqu'elles sont équipées d’un guidage laser ou configurées comme toute autre bombe intelligente, car un coup direct sur une petite cible est nécessaire pour causer des dommages majeurs. Elles sont généralement utilisées pour détruire des véhicules militaires et des pièces d'artillerie dans les zones urbaines, afin de minimiser les dommages collatéraux et les pertes civiles,.
Les bombes en béton, guidées ou non, peuvent également être utilisées dans la formation des pilotes et du personnel au sol, car elles présentent l'avantage d'être moins coûteuses (pas d'explosifs ou de fusée). Elles sont utilisées pour l’entraînement au bombardement de précision, limitant les dommages des bombardements et améliorant la sécurité. Des bombes en béton sont également utilisées dans les essais d'aéronefs et des bombes.